# Feta Ahamada
Feta Ahamada, född 24 juni 1987, är en friidrottare från Komorerna. Hon deltog vid olympiska sommarspelen 2008.